# 汤俊鹏
汤俊鹏（1995年3月18日—），是一名中国足球运动员，司职中场。目前效力于中甲球队武汉卓尔。

## 俱乐部生涯
汤俊鹏出道于武汉卓尔青训系统。2013年代表湖北队参加十二运会足球比赛取得第三名的成绩。2014年进入武汉卓尔一线队名单，2015年第一次代表球队在0：1负于业余球队武汉宏兴的足协杯比赛中出场。2016年开始代表武汉卓尔预备队征战中甲预备队联赛。
2016年7月武汉卓尔俱乐部官方宣布与汤俊鹏签订了新的工作合同。